# Ossages
Ossages är en kommun i departementet Landes i regionen Nouvelle-Aquitaine i sydvästra Frankrike. Kommunen ligger i kantonen Pouillon som tillhör arrondissementet Dax. År 2022 hade Ossages 493 invånare.

## Befolkningsutveckling
Antalet invånare i kommunen Ossages
Referens:INSEE